# Felsőfarkasd
Felsőfarkasd Gombához tartozó településrész Pest vármegyében a Monori járásban.

## A településrész mérete
Mindössze egyetlen utca és néhány mellékösvény alkotja a településrészt. Népessége mintegy 100 fő.

## Nevezetességek és érdekességek
Felsőfarkasdon található egy 1965-ben völgyzárással létrehozott halastó. Eredeti funkciója mezőgazdasági víztárolás volt, ma viszont kizárólag halastóként üzemel, amelyen intenzív telepítés folyik. A tóban ponty, amur, csuka, süllő, szürkeharcsa, kárász, busa, keszeg és a nyári szezonban afrikai harcsa él.
A településrész közelében még egy tejgazdaság és egy lovardával kiegészült csárda található.
Felsőfarkasd nevezetes lakója volt gróf Wartensleben Ágoston honvéd alezredes, dandárnok az 1848–49-es forradalom és szabadságharc katonája, aki a szabadságharc bukását követő fogsága után itt telepedett le.